# الأخماس
الأخماس إحدى قرى مركز السادات التابع لمحافظة المنوفية في جمهورية مصر العربية.

## التاريخ
قرية الأخماس من القرى الحديثة، وأصلها من توابع ناحية الطرانة، حيث فُصلت عنها في تاريخ سنة 1228هـ.

## السكان
بلغ عدد سكان الأخماس 17,738 نسمة، حسب الإحصاء الرسمي لعام 2006.